# 毛利房直
毛利 房直（もうり ふさなお、天明5年6月28日（1785年8月2日） - 享和3年1月6日（1803年1月28日））は、長州藩一門家老である吉敷毛利家の9代当主。
父は右田毛利就任。養父は毛利就兼。正室は毛利就兼の娘。養子に毛利熙載、毛利包詮。通称は栄三郎、外記。

## 生涯
天明5年（1785年）、一門右田毛利家の毛利広任の次男として生まれる。叔父の吉敷毛利就兼が急死したため、寛政4年（1798年）その婿養子となって家督を相続する。藩主毛利斉房の偏諱を受け房直と名乗る。養父と同じく儒学者片山鳳翩に師事し、その補佐を受けた。享和3年（1803年）1月6日没。享年19。家督は藩主毛利斉熙（斉房弟）の弟の熙載（ひろとし）が養子となって相続予定であったが、同年5月29日に没し、養祖父就将の次男の包詮が相続した。